# 無垢箸
無垢箸（むくはし、むくばし）とは、仏教用語の純真を意味する「無垢（a-mala）」と、ハレの日の、すなわち節供（せっく）用の「箸」とが複合した語で、その形態は全く節のない白木(桧や柳、杉など)を切って削るだけの簡素な箸を指し、重複使用する塗箸（ぬりばし）の対義語として使われる。ただ、「無垢」が唐代に著された漢訳仏典の語であり、「箸」が『礼記』や『史記・十二諸侯年表』等に現れる、「筷子」に相当する古字に類しながらも、「無垢箸」という複合語が現代華語には成立せず、日本特有の概念である点は興味深い。日本の箸の起源は中国や朝鮮半島に求めることはできるが、神事や和食、懐石料理、また訪問客に対してや晴（はれ）の食事にのみ無垢箸が使われている所以は、神仏の習合した日本の歴史社会にその起源を求めなくては理解することができない。